# Číž
Číž (węg. Csíz) – wieś (obec) na Słowacji położona w kraju bańskobystrzyckim, w powiecie Rymawska Sobota. Pierwsze wzmianki o miejscowości pochodzą z roku 1274. 
Według danych z dnia 31 grudnia 2012, wieś zamieszkiwały 662 osoby, w tym 346 kobiet i 316 mężczyzn.
W 2001 roku rozkład populacji względem narodowości i przynależności etnicznej wyglądał następująco:
- Słowacy – 24,49%
- Czesi – 0,58%
- Romowie – 2,9%
- Węgrzy – 71,45%

Ze względu na wyznawaną religię struktura mieszkańców kształtowała się w 2001 roku następująco:
- Katolicy rzymscy – 50,43%
- Grekokatolicy – 0,14%
- Ewangelicy – 8,99%
- Ateiści – 8,41%
- Nie podano – 2,32%